# Mitsubishi Canter
Mitsubishis minilastbil Canter dækker lastbil-segmentet fra 3,5 til 8 tons, hvilket vil sige den laveste vægtklasse for lastbiler i EU.
I en del lande skiller vægtgrænsen i forhold til personvogn ved højere vægtklasser, hvorved modellen kan markedsføres til begge segmenter – afhængig af salgsstedet naturligvis. Modellen markedsføres både under Mitsubishis almindelige navn og Fuso-navnet, der ellers anvendes til deres lastvogne.
- Wikimedia Commons har flere filer relateret til Mitsubishi Canter